# جو یون سو
جو یون سو (کره‌ای: 조윤서؛ زادهٔ ۴ ژانویه ۱۹۹۳) بازیگر اهل کره جنوبی است. او در آثاری همچون هنرمندان، شاهزاده بزرگ و مال من ایفای نقش کرده‌است.